# Пану, Анастасие
Анастасие Пану (молд. Анастасие Пану 1810, Яссы — 1867, Вена) — молдавский политический деятель и юрист. Каймакам Молдавского княжества (с октября 1858 по 5 января 1859 года).

## Биография
Родился в Яссах в 1810 году. Сын румына из Македонии Panaiotache Пану и Елены Милеску, дочери Манолаке Милеску.
После изучения юриспруденции в Яссах он в 1845 году поступил в магистратуру и становится членом апелляционного суда Fàlciu, а затем стал его президентом.
Активно участвовал в революционном движении в 1848 году. В 1852 году стал министром юстиции во время правления господаря Григория V Гики.
Сторонник объединениях дунайских княжеств в одно государство. В октябре 1858 года после отставки господаря Николая Вогориде Анастасие Пану вместе с Василием Стурдза и Стефаном Катарджиу стал одним из трёх каймакамов Молдавского княжества. 20 октября того же года Василий Стурдза и Анастасие Пану отстранили от занимаемой должности Стефана Катарджиу, выступавшего против создания объединенного государства, и назначили на его место Иоана Кантакузена.
После избрания Александру Иоана Кузы князем Молдавии (5 января 1859) и Валахии (24 января 1859) Анастасие Пану был назначен им председателем совета министров, а затем министром внутренних дел.
Скончался в Вене в 1867 году, был похоронен в Яссах на кладбище «Вечность».